# جيولا كاتونا
جيولا كاتونا (بالمجرية: Katona Gyula)‏ هو لاعب جمباز مجري، ولد في 7 أبريل 1876 في Tapsony ‏ في المجر، وتوفي في 26 يوليو 1944 في ليون في فرنسا.

## وصلات خارجية
- جيولا كاتونا على موقع أوليمبيديا (الإنجليزية)